# يان مارتن
يان مارتن مواليد 20 نوفمبر 1984، هو لاعب كرة سلة ألماني. بدأ مسيرته الاحترافية في سنة 2000. يبلغ طوله 6 قدم 8 بوصة (2.0 م).

## المسيرة الاحترافية
لعب مع سي بي إستوديانتس في الدوري الإسباني من سنة 2002 إلى 2004، ثم لعب مع بالونكيستو فوينلابرادا في موسم 2004–2005، ثم لعب مع ريال مدريد لكرة السلة في الدوري الإسباني من سنة 2006 إلى 2008.

## الإنجازات
- وصافة الدوري الإسباني لكرة السلة في 2003-04.
- بطولة الدوري الإسباني لكرة السلة الدرجة الثانية في 2004-05.

## روابط خارجية
- يان مارتن على موقع الاتحاد الدولي لكرة السلة (الإنجليزية)
- يان مارتن على موقع الدوري الإسباني لكرة السلة (الإسبانية)
- يان مارتن على موقع كرة السلة الأوروبية.كوم (الإنجليزية)
- يان مارتن على موقع ريلجم (الإنجليزية)
- يان مارتن على موقع سبورتس رفرنس (الإنجليزية)